# Sur mes gardes
 (septembre 2021).
Si vous disposez d'ouvrages ou d'articles de référence ou si vous connaissez des sites web de qualité traitant du thème abordé ici, merci de compléter l'article en donnant les références utiles à sa vérifiabilité et en les liant à la section « Notes et références ».
Albums de Joyce Jonathan
Caractère
Singles
1. Pas besoin de toi
Sortie : 7 décembre 2009
2. Je ne sais pas
Sortie : 7 décembre 2009
3. L'Heure avait sonné
Sortie : 28 décembre 2010
4. Tant pis
Sortie : 17 mars 2011

Sur mes gardes est à la fois le titre du premier album de la chanteuse française Joyce Jonathan sorti le 18 janvier 2010, et le titre d'une piste (en duo avec Tété) de ce même album.
Après avoir obtenu le financement nécessaire sur la plateforme My Major Company pour réaliser un album, la jeune chanteuse s'adresse à Louis Bertignac, ancien guitariste du groupe Téléphone, dont elle apprécie le travail de production sur les disques de Carla Bruni. Ils passent une année à travailler dans le home studio du producteur, notamment sur les arrangements des chansons.
Les deux premiers singles de l'album, Je ne sais pas et Pas besoin de toi, sont sortis à la fin de l'année 2009,.
Il atteint la 20e place du classement hebdomadaire des ventes d'albums en France établi par le SNEP et après de longues semaines finira également par se hisser à la 1re place des ventes d'albums en téléchargements,. Il est certifié disque d'or quelques mois après sa sortie. L'album est distribué en Chine par Warner.

## Liste des pistes
| 1.    | L'heure avait sonné        | 3:37 |
| 2.    | Pas besoin de toi          | 3:08 |
| 3.    | Je ne sais pas             | 3:37 |
| 4.    | Ma musique                 | 3:28 |
| 5.    | Au bar                     | 2:42 |
| 6.    | Prends ton temps           | 3:19 |
| 7.    | Un peu d'espoir            | 3:17 |
| 8.    | Bien trop simple           | 3:19 |
| 9.    | Sur mes gardes (avec Tété) | 2:47 |
| 10.   | Tant pis                   | 3:32 |
| 11.   | Les Souvenirs              | 3:18 |
| 12.   | Le Piège                   | 3:05 |
| 39:09 |                            |      |

## Personnel
Composition
- Compositions : Joyce Jonathan / Je ne sais pas et Tant pis : compositeur Fabien Nataf
- Textes : Joyce Jonathan

Producteurs
- Réalisé par Louis Bertignac.

Musiciens
- Arrangements : Louis Bertignac, Patrice Holassian, Antoine Le Guern et Fabien Nataf

Réalisateurs vidéo
- Clip de Je ne sais pas : Karim Ouaret
- Clip de Pas besoin de toi : Michel Taburiaux et Olivier Diaz

## Classements des ventes
| Pays                     | Meilleure position | Ventes           | Certifications   |
| ------------------------ | ------------------ | ---------------- | ---------------- |
| France                   | 17                 | France : 155 000 | France : Platine |
| France (Téléchargements) | 1                  |                  |                  |
| Belgique francophone     | 98                 |                  |                  |